# Кербунарі (Караш-Северін)
Кербунарі (рум. Cărbunari) — село у повіті Караш-Северін в Румунії. Входить до складу комуни Кербунарі.
Село розташоване на відстані 346 км на захід від Бухареста, 52 км на південь від Решиці, 110 км на південь від Тімішоари.

## Населення
За даними перепису населення 2002 року у селі проживали 824 особи, з них 821 особа (99,6%) румунів. Усі жителі села рідною мовою назвали румунську.